# Jimmy Steward
James Steward (ur. 9 grudnia 1946) – piłkarz, były reprezentant Hondurasu grający podczas kariery na pozycji bramkarza. 

## Kariera klubowa
Jimmy Steward piłkarską karierę rozpoczął w klubie Platense Puerto Cortés w 1965. Z Platense zdobył mistrzostwo Hondurasu w 1966 oraz Copa Interclubes UNCAF w 1975. W latach 1975–1981 był zawodnikiem klubu Real España San Pedro Sula. Z Realem España czterokrotnie zdobył mistrzostwo Hondurasu w 1975, 1976, 1977, 1981. Ostatnim klubem w karierze Stewarda był C.D. Marathón.

## Kariera reprezentacyjna
Jimmy Steward występował w reprezentacji Hondurasu w latach siedemdziesiątych i osiemdziesiątych. W 1982 uczestniczył na Mundialu w Hiszpanii.
Na Mundialu był rezerwowym i nie wystąpił w żadnym meczu grupowym Hondurasu.